# Історія Яна Дара
Історія Яна Дара — драма 2001 року.

## Сюжет
Головний герой Ян Дара, якого ненавидить батько, змушений покинути дім в 13 років. Через роки він повертається, щоб помститися батькові. У його життя вриваються 3 жінки — молода, чуттєва і вільна мачуха, яка маніпулює батьком; зведена сестра, у якої з мачухою інтимні відносини і на якій він змушений одружитися, і безневинна колишня однокласниця, яку він любить.